# The Arockalypse
El Arockalypse es el tercer álbum de estudio de la banda de heavy metal Lordi. Cuenta con el exitoso sencillo "Hard Rock Hallelujah", que ganó el Festival de la Canción de Eurovisión de 2006 para Finlandia. El álbum ha vendido el triple platino en Finlandia y oro en Suecia y Alemania.

## Historia
The Arockalypse es un disco grabado por Lordi en el año 2006, teniendo una segunda parte en el 2007. En este álbum también trabajaron Udo Dirkschneider de Accept, Jay Jay French y Dee Snider de Twisted Sister,y Bruce Kulick de Kiss.
También en el DVD bonus podemos observar un concierto en vivo desde Market Square, documentales llamados `Hola Atenas´ los cuales muestran a Lordi en Eurovision 2006,y videos de Hard rock Alellujah y Who´s your daddy?

## Integrantes de la banda
- Mr. Lordi (vocalista)
- Amen (guitarra)
- Kalma (bajo) (aunque él es quien toca el bajo, se fue del grupo antes de la publicación del álbum) debido a esto, es OX quien sale en la portada del álbum)
- Kita (batería)
- Awa (piano)

## Temas
- 01.SCG3 Special report - 3:47
- 02.Bringing Back the Balls to Rock - 3:33
- 03.The deadite girls gone wild - 3:46
- 04.The kids who wanna play with the dead - 4:10
- 05.It Snows in Hell - 3:40
- 06.Who's Your Daddy? - 3:40
- 07.Hard Rock Hallelujah - 4:10
- 08.They only come out at night - 3:50
- 09.The chainsaw buffet - 3:50
- 10.Good to be bad - 3:32
- 11.The night of loving dead - 3:10
- 12.Supermonstar (The anthem of the phantoms) - 4:03

## Edición especial
- 13.Would You Love a Monsterman? (2006)
- 14.Mr. Killjoy
- 15.EviLove

## Rendimiento

### Álbum
| Listas (2006) | Posición | Premios |
| ------------- | -------- | ------- |
| Austria       | 11       |         |
| Bélgica       | 13       |         |
| Dinamarca     | 16       |         |
| Estonia       | 4        |         |
| Finlandia     | 1        |         |
| Francia       | 98       |         |
| Alemania      | 7        |         |
| Grecia        | 1        |         |
| Noruega       | 21       |         |
| Polonia       | 64       |         |
| Suecia        | 1        |         |
| Suiza         | 8        |         |
| Inglaterra    | 100      |         |

| Año  | Conteo          | Posición |
| ---- | --------------- | -------- |
| 2002 | Top Heatseekers | 32       |

### Sencillos
| Año  | Sencillo               | Conteo    | Posición |
| ---- | ---------------------- | --------- | -------- |
| 2006 | "Hard Rock Hallelujah" | Finlandia | 1        |
| 2006 | "Hard Rock Hallelujah" | Bélgica   | 2        |
| 2006 | "Hard Rock Hallelujah" | Suiza     | 5        |
| 2006 | "Hard Rock Hallelujah" | Suecia    | 8        |

| Año  | Sencillo               | Conteo  | Posición |
| ---- | ---------------------- | ------- | -------- |
| 2006 | "Hard Rock Hallelujah" | Austria | 2        |
| 2006 | "Hard Rock Hallelujah" | Noruega | 9        |

| Año  | Sencillo            | Conteo    | Posición |
| ---- | ------------------- | --------- | -------- |
| 2006 | "Who's Your Daddy?" | Finlandia | 1        |
| 2006 | "Who's Your Daddy?" | Austria   | 21       |

| Año  | Sencillo           | Conteo    | Posición |
| ---- | ------------------ | --------- | -------- |
| 2006 | "It Snows in Hell" | Finlandia | 2        |

- Datos: Q486387